# Nicholas Higham
Nicholas „Nick“ John Higham (* 25. Dezember 1961 in Salford; † 20. Januar 2024) war ein britischer Mathematiker, der sich mit numerischer Mathematik befasste.

## Werdegang
Er wurde 1985 an der University of Manchester bei George G. Hall promoviert (Nearness problems in numerical linear algebra). Er war Richardson Professor für Angewandte Mathematik an der University of Manchester. Er war Direktor des Manchester Institute of Mathematical Sciences (MIMS).
Er befasste sich insbesondere mit der Stabilität und Genauigkeit von Algorithmen in der numerischen linearen Algebra. Er schrieb Software für die LAPACK- und NAG-Pakete zur linearen Algebra und zu MATLAB. 2019 erhielt er den Naylor-Preis, 2008 den Fröhlich-Preis, 1988 den Leslie Fox Prize for Numerical Analysis und 1999 den Junior Whitehead-Preis. Er war Fellow der Royal Society (2007) und der SIAM, die ihm 2021 ihren George Pólya Prize for Mathematical Exposition verlieh. 2003 erhielt er einen Wolfson Research Merit Award der Royal Society. 2016 wurde er zum Mitglied der Academia Europaea gewählt. Für 2022 wurde Higham der Hans-Schneider-Preis zugesprochen. 2023 wurde er als auswärtiges Mitglied in die National Academy of Engineering gewählt.
2022 war er eingeladener Sprecher auf dem Internationalen Mathematikerkongress (Numerical stability of algorithms at extreme scale and low precisions).
Sein Bruder Desmond „Des“ Higham ist Professor für numerische Mathematik an der University of Edinburgh, gemeinsam verfassten sie mehrere Bücher.
Nicholas Higham starb am 20. Januar 2024 im Alter von 62 Jahren an den Folgen von Blutkrebs.

## Schriften
- Functions of Matrices: Theory and Computation. SIAM, Society for Industrial and Applied Mathematics, Philadelphia 2008, ISBN 978-0-89871-646-7.
- Accuracy and stability of numerical algorithms. 2nd ed Auflage. SIAM, Society for Industrial and Applied Mathematics, Philadelphia 2002, ISBN 978-0-89871-521-7.
- mit Desmond J. Higham: MATLAB guide. 3. Auflage. SIAM, Society for Industrial and Applied Mathematics, Philadelphia 2017, ISBN 978-1-61197-465-2.
- Herausgeber: The Princeton Companion to Applied Mathematics. Princeton University Press, Princeton Oxford 2015, ISBN 978-0-691-15039-0.
- mit Desmond J. Higham: MATLAB guide. 3. Auflage. SIAM, Society for Industrial and Applied Mathematics, Philadelphia 2017, ISBN 978-1-61197-465-2.
- Handbook of Writing for the Mathematical Sciences (= Other titles in applied mathematics). Third edition Auflage. SIAM, Society for Industrial and Applied Mathematics, Philadelphia 2020, ISBN 978-1-61197-609-0.
- mit Dennis Sherwood: How to Be Creative: A Practical Guide for the Mathematical Sciences (= Other titles in applied mathematics). SIAM, Society for Industrial and Applied Mathematics, Philadelphia 2022, ISBN 978-1-61197-702-8.